# Elżbieta Majewska
Elżbieta Małgorzata Majewska-Hernandez (ur. 1952 w Chorzowie) – polska aktorka, plastyczka, działaczka Studenckiego Komitetu Solidarności w Krakowie.

## Życiorys
Absolwentka filologii polskiej na Uniwersytecie Jagiellońskim. 15 maja 1977 podpisała deklarację założycielską Studenckiego Komitetu Solidarności.  Przyjaźniła się z działaczami SKS-u, m. in z Bronisławem Wildsteinem, Lilianą Sonik i Bogusławem Sonikiem.
W latach 1978–1981 aktorka Ośrodka Praktyk Teatralnych ,,Gardzienice". Zimą 1980/1981 wspólnie z Wandą Wróbel, Piotrem Borowskim i pochodzącym z Chile, reżyserem Sergio Hernandezem brała udział w  ,,Wyprawie zimowej"  na Białostocczyźnie. W 1981 wyjechała z Polski. Od 1985 mieszka w Chile. 
Jej prace plastyczne wystawiane są w galeriach Polski i Chile.  

## Odznaczenia
- 2008 Krzyż Kawalerski Orderu Odrodzenia Polski[8][9].
- 2020 Krzyż Wolności i Solidarności[10].